# Каласатама
Каласатама (фін. Kalasatama, швед. Fiskehamnen) — квартал міста Гельсінкі, Фінляндія. Зона офіційно є частиною району Сьорняїнен. Площа: 0,70 км². Населення: 3,387 осіб.
Каласатама стає досить густо забудованою територією - туди приїде близько 25 000 жителів. У центрі району Каласатама навколо Каласатама метро станції іде концентрація від 23 до 35 поверхових хмарочосів. Є також торговий центр REDI.

## Адміністративний поділ
- Сьорняїнен
- Кулосаарі
- Сомпасаарі

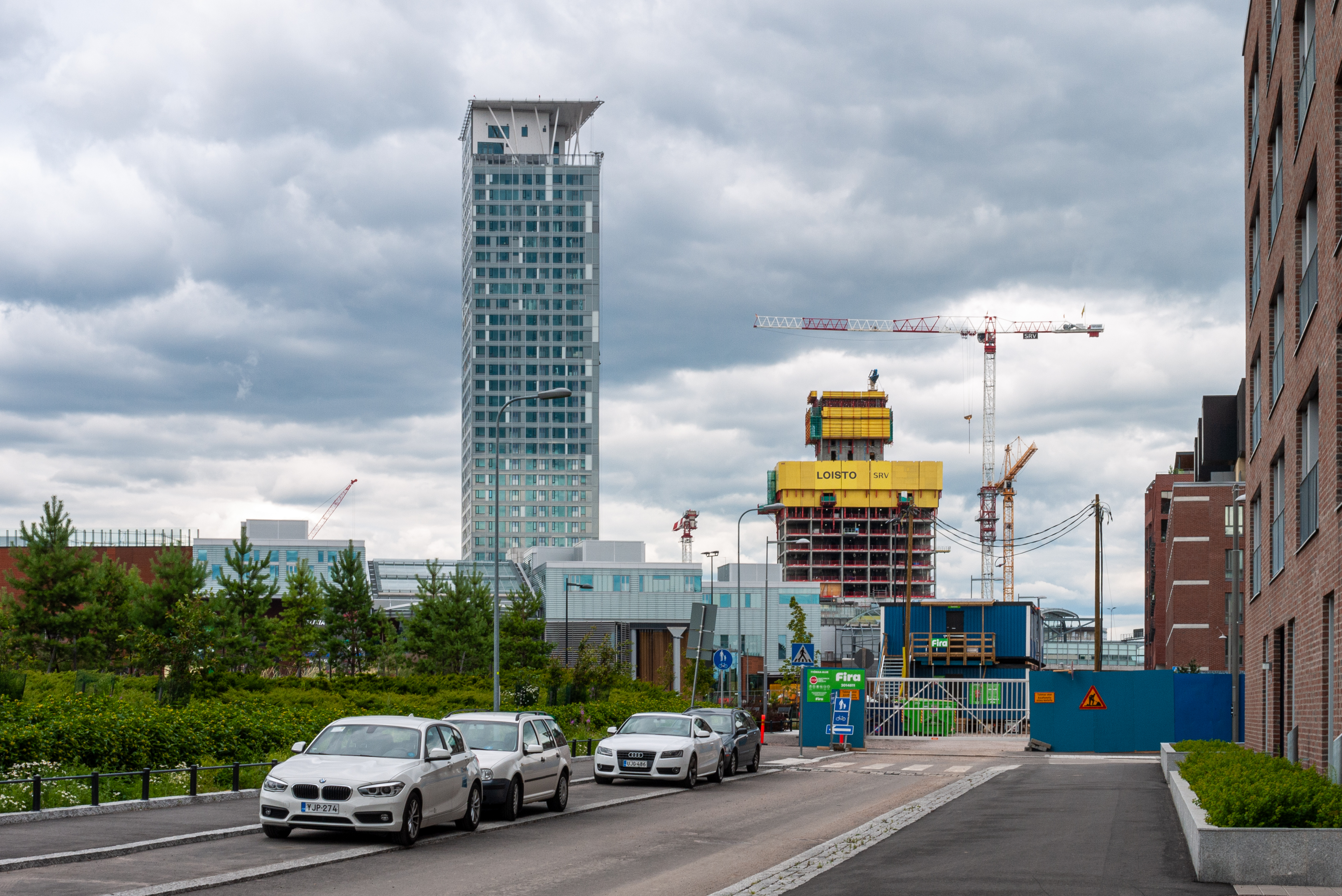
Перший хмарочос Каласатама називався "Маячка"
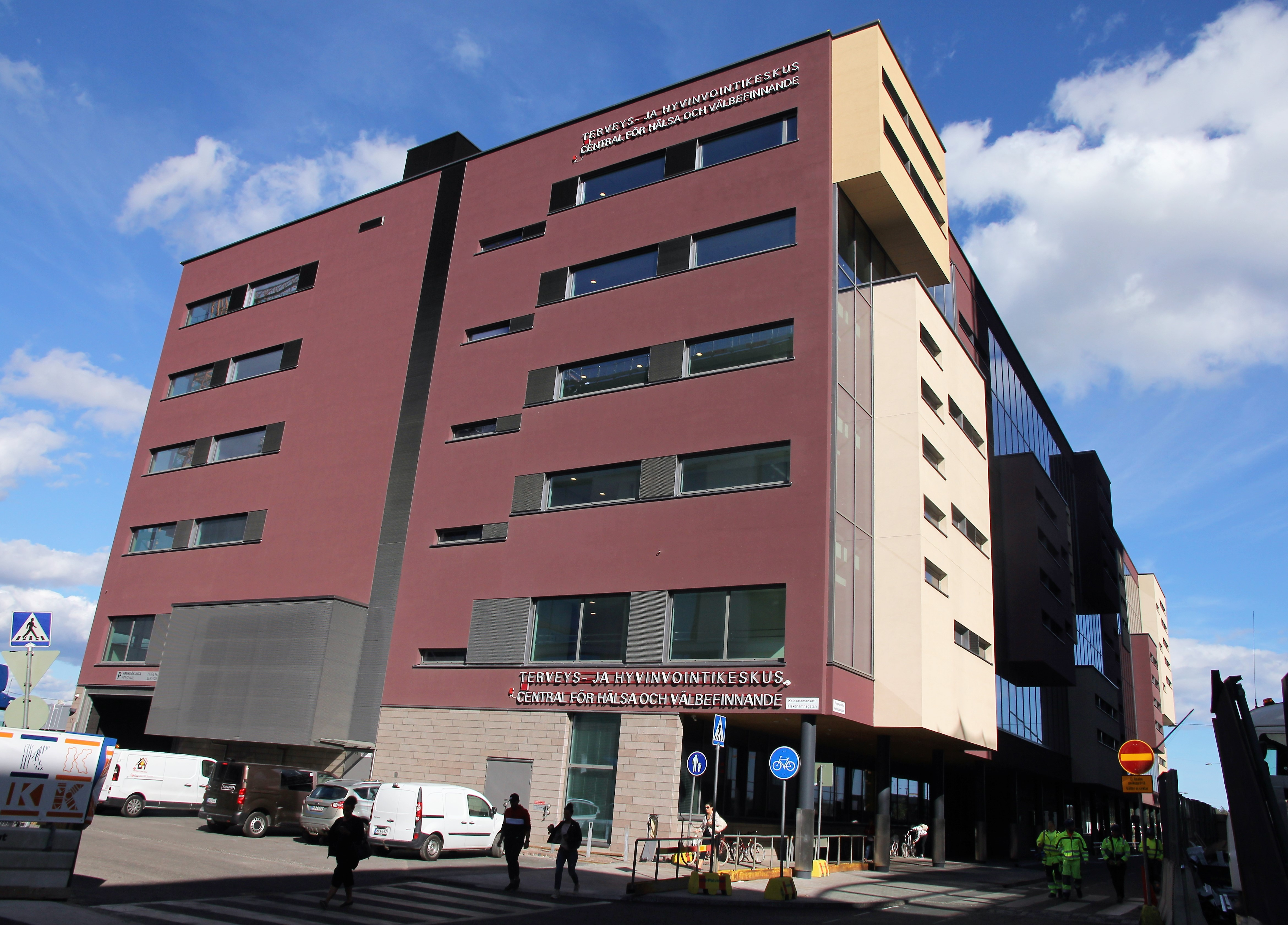
Центр здоров'я та самопочуття Каласатама
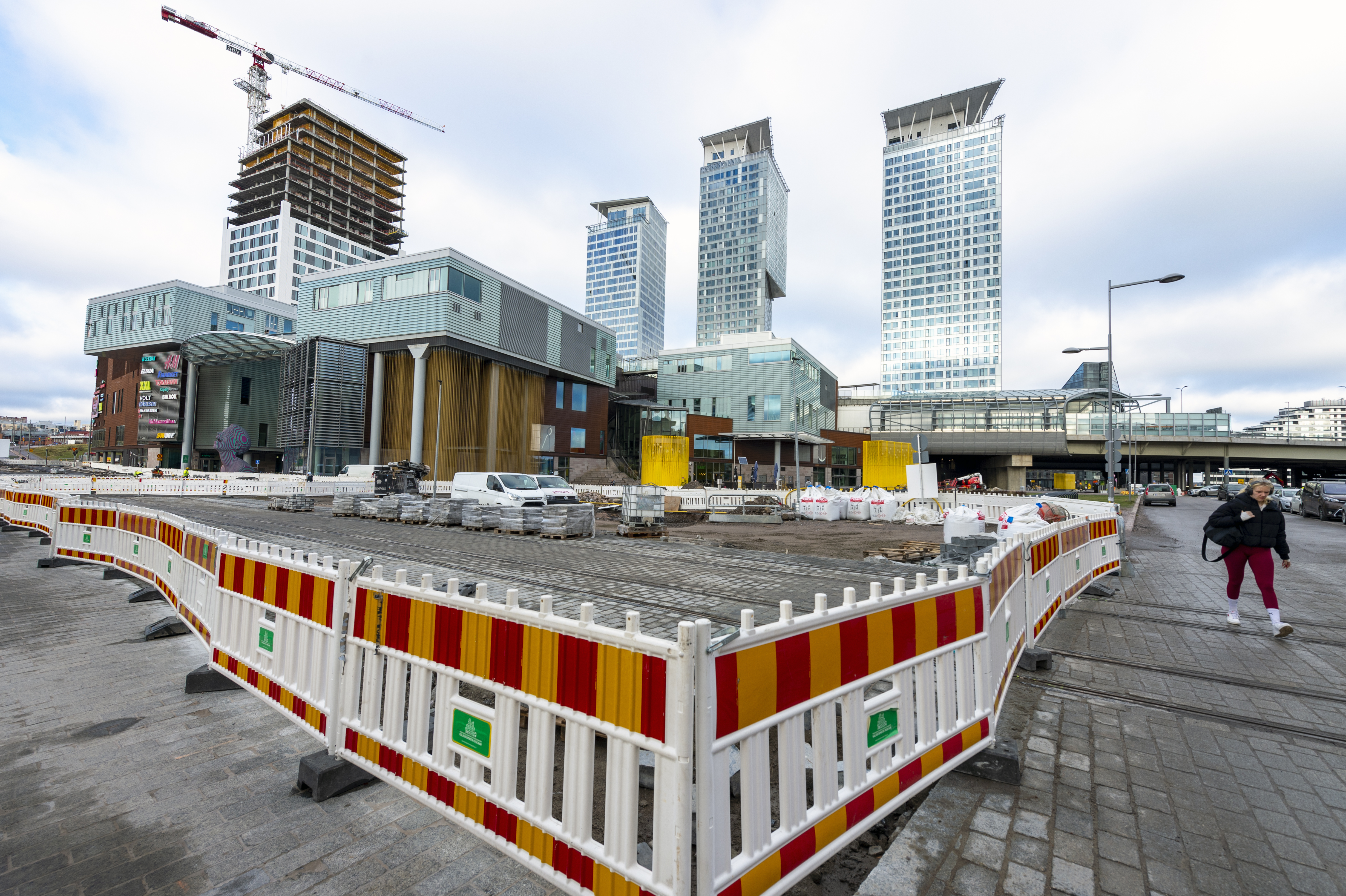
Район Каласатама та хмарочоси в листопаді 2022 року
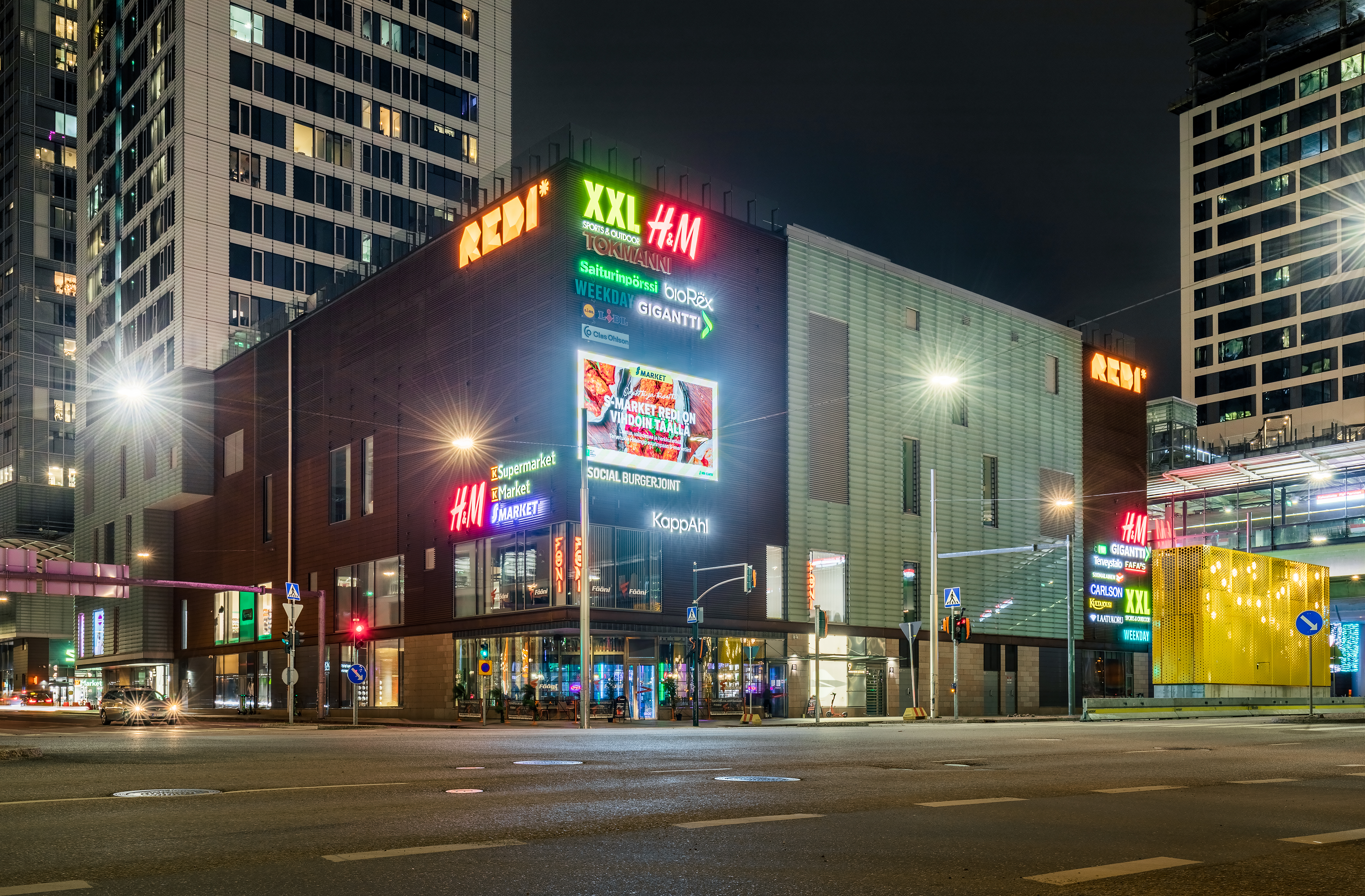
REDI